# マイケル・ペトコヴィッチ
マイケル・ペトコヴィッチ（Michael Petkovic, 1976年7月16日 - ）は、オーストラリア・フリーマントル出身の元オーストラリア代表の元サッカー選手。ポジションはGK。兄のジェイソン・ペトコヴィッチも、かつてオーストラリア代表でGKとしてプレーした。

## 経歴
サウス・メルボルンFCでキャリアを始め、1995年から1999年までの間に100試合以上出場した。1999年にフランスのRCストラスブールへ移籍するも、労働許可証の問題から1試合も出場出来ず、2000年にサウス・メルボンへ復帰した。2年在籍の間にノルウェーのリールストロムSKへローン移籍し2度目の国外挑戦となったものの、ここでも出場は叶わなかった。
2002年、トルコのトラブゾンスポルへ移籍すると2005年までの間で87試合に出場した。スィヴァススポルでは、129試合に出場する中でMKEアンカラギュジュ戦でキャリア初ゴールを記録した。トルコリーグでは8シーズンで200試合以上に出場と見事に成功した。
2010年、Aリーグのメルボルン・ビクトリーFCへ移籍。加入1年目は正GKとして30試合に出場。翌年はパース・グローリーFCからタンドゥ・ベラフィが加入することで厳しい戦いが待ち受けると思われたが、チームのAFCチャンピオンズリーグ2010敗退に伴い引退を表明した。

## 代表
2001年から2008年までの間に6キャップを記録。2001年4月11日、オーストラリア代表史上最大最大差勝利試合となった2002 FIFAワールドカップ・オセアニア予選アメリカ領サモア戦（オーストラリア 31-0 アメリカ領サモア）でゴールマウスを守った。

## 所属クラブ
- サウス・メルボルンFC 1995-1999
- RCストラスブール 1999-2000
- サウス・メルボルンFC 2000-2002

→ リールストロムSK 2001 (loan)
- トラブゾンスポル 2002-2005
- スィヴァススポル 2005-2010
- メルボルン・ビクトリーFC 2010-2011